# Jüdischer Friedhof (Wulfen)
Der Jüdische Friedhof Wulfen befindet sich in Wulfen, einem Ortsteil der Stadt Dorsten im Kreis Recklinghausen in Nordrhein-Westfalen. Auf dem Friedhof Auf der Koppel, westlich der Eisenbahn Dorsten – Münster gelegen, befinden sich keine Grabsteine mehr.

## Geschichte
Der Begräbnisplatz, der von 1838 bis zum Jahr 1937 belegt wurde, wurde während der NS-Zeit schwer verwüstet. Laut Schneider befinden sich dort zwölf Gräber ohne Grabsteine. Eine Gedenktafel aus den 1980er Jahren erinnert an die Opfer der nationalsozialistischen Gewaltherrschaft.